# Gymnostachyum sinense
Gymnostachyum sinense är en akantusväxtart som först beskrevs av Lo, och fick sitt nu gällande namn av H. Chu. Gymnostachyum sinense ingår i släktet Gymnostachyum och familjen akantusväxter. Inga underarter finns listade i Catalogue of Life.